# 新関西製鐵
新関西製鐵株式会社（しんかんさいせいてつ）は、平鋼・構造用丸棒・角鋼・異形鋼を製造する電炉メーカー。

## 概要
製造品目は平鋼・構造用丸棒・角鋼・異形鋼と多岐に渡り、中でも平鋼製品は、サイズと鋼種のバリエーションが業界トップである。
道路や橋、建築物などで使用されるグレーチングは業界最大シェアのトップランナー。車のスリップや歩行時の事故防止に配慮して開発したノンスリップ型アイバーは、パテントを取得した主力製品のひとつ。
みどり会の会員企業であり三和グループに属している。

## 沿革
- 2001年（平成13年）関西製鋼株式会社と臨港製鐵株式会社と合併により、新関西製鐵株式会社設立。
- 2002年（平成14年） ISO9001:2000認証取得 [本社・堺工場/星田工場/東京支店]、移送コンベアのリプレース [本社・堺工場]
- 2002年（平成14年）長尺ライン設備の導入 [本社・堺工場]
- 2004年（平成16年） スラグオフ装置の導入 [本社・堺工場]
- 2005年（平成17年） 第一圧延工場粗列設備の増設・改造 [星田工場]
- 2005年（平成17年） 連続鋳造設備の改造（長尺鋳片化） [星田工場]
- 2006年（平成18年）多機能バーナーの設置[堺工場]
- 2006年（平成18年）丸鋼生産設備の導入[堺工場]
- 2007年（平成19年）アーク炉上部炉殻改造[堺工場]
- 2007年（平成19年）電極径大化、昇降装置更新[堺工場]
- 2007年（平成19年）製鋼LNG化改造[星田工場]
- 2007年（平成19年）スラグオフ装置の導入[星田工場]
- 2009年（平成21年）アーク炉用トランス更新[堺工場]
- 2009年（平成21年）CCM制御機器更新[堺工場]
- 2009年（平成21年）粗、中間ミルモーター更新[堺工場]
- 2009年（平成21年）アーク炉電極昇降装置更新[星田工場]
- 2009年（平成21年）加熱炉燃料LNG化改造[星田工場]
- 2010年（平成22年）鋳片識別管理システム導入[堺工場]
- 2011年（平成23年）圧延仕上ライン主幹制御更新[堺工場]
- 2013年（平成25年）第一圧延工場加熱炉・粗列設備更新[星田工場]
- 2013年（平成25年）CCM搬送設備改造[星田工場]
- 2014年（平成26年）粗、中間、仕上圧延機更新[堺工場]
- 2014年（平成26年）CCM鋳片切断機更新(アッパーカット式)[星田工場]
- 2016年（平成28年）ISO14001:2000 認証取得[堺工場]
- 2017年（平成29年）ISO9001:2015 認証取得[本社堺工場・星田工場・東京支店]
- 2018年（平成30年）子会社であった関西製鋼エンジニアリング株式会社を吸収合併
- 2018年（平成30年）第一圧延工場仕上制御装置更新[星田工場]
- 2018年（平成30年）製鋼設備を廃却[星田工場]
- 2021年（令和  2年）第一圧延工場仕上減速機更新[星田工場]
- 2022年（令和  3年）圧延ライン統合(1ライン化)[星田工場]
- 2024年（令和  5年）製鉄プラント世界大手のイタリア・ダニエリ社製次世代型電気炉製鋼電源装置「Ｑ―ＯＮＥ」を導入。[堺工場]
- 2024年（令和  5年）「健康経営優良法人2024（中小規模法人部門）」に認定される。
- 2024年（令和  5年）「ホワイト企業認定PLATINUM」を取得。

## 工場等
- 堺工場（大阪府堺市堺区）
- 星田工場（大阪府交野市）

## 同好会
- 【野球部】大阪府軟式野球連盟堺支部所属、ランキングＢ級。
- 【アウトドア部】冬期はスキー行事開催。ホームゲレンデはハチ北スキー場で、野間ゲレンデにある「ロッジあさひ」は提携保養所。その他の行事として、魚釣りやマラソン大会への参加など、アウトドア全般の活動が盛んである。
- ↓以下は休止中
- 【ボウリング部】
- 【バスケットボール部】2005年創部。
- 【サッカー部】名称はサッカー部だが、フットサルが主活動。

## 製鉄以外での事業
- ラベル貼付装置の開発・販売 … エンジニアリング事業部